# Sân bay Tenzing-Hillary
Sân bay Tenzing-Hillary (mã IATA: LUA, mã ICAO: VNLK), cũng gọi là Sân bay Lukla, là một sân bay nhỏ tại thị trấn Lukla, ở Khumbu, huyện Solukhumbu, Sagarmatha vùng, miền đông Nepal. Vào tháng 1 năm 2008, sân bay được đổi tên để vinh danh Sir Edmund Hillary và Sherpa Tenzing Norgay, những người đầu tiên leo lên đến đỉnh Everest và cũng để đánh dấu những nỗ lực của họ trong việc xây dựng sân bay này. Địa hình xung quanh, không khí loãng, thời tiết xấu, đường băng ngắn, đường băng dốc làm cho nó một trong những thách thức lớn nhất để hạ cánh ở sân bay này. Chương trình History Channel xếp sân bay này vào vị trí "sân bay cực kỳ nguy hiểm" nhất thế giới.
Sân bay này trở nên phổ biến kể từ Lukla là nơi mà hầu hết mọi người bắt đầu leo lên đỉnh núi Everest. Có những chuyến bay hàng ngày giữa Lukla và thủ đô Kathmandu vào ban ngày với thời tiết tốt. Mặc dù khoảng cách bay ngắn, chuyến bay có thể bị hủy khi nắng ở thủ đô Kathmandu nhưng mưa và mây mù ở Lukla. Do địa hình hai đầu đường băng nên máy bay khó thực hiện cú go-around tại sân bay này. Hiện nay sân bay đã có 11 vụ tai nạn xảy ra tại đây

## Lịch sử hình thành

### Mới xây dựng
Vào thời điểm đó, khu vực Khumbu, nơi tọa lạc của sân bay Lukla, còn khá hoang sơ và việc tiếp cận bằng đường bộ vô cùng khó khăn. Do đó, việc xây dựng một đường băng bằng tay là giải pháp duy nhất để mở cửa khu vực này cho du lịch và hỗ trợ các hoạt động leo núi. Đường băng khi mới xây chỉ được làm bằng đất nện, không có bất kỳ nhà ga nào lúc đấy. Du khách chỉ mua vé và đứng chờ.
Quá trình thi công đường băng diễn ra vô cùng gian nan do địa hình hiểm trở và thiếu thốn trang thiết bị. Người Sherpa đã phải vận chuyển đá và sỏi bằng tay từ các sườn núi dốc để san lấp mặt bằng và tạo nền móng cho đường băng.

### Nâng cấp
Ngày nay, sau nhiều lần cải tạo và nâng cấp, sân bay Lukla đã trở thành điểm đến quen thuộc của du khách từ khắp nơi trên thế giới, góp phần đưa Nepal trở thành một trong những điểm đến du lịch trekking và leo núi nổi tiếng nhất. Sau đó đường băng cũng đã được trải nhựa, một nhà ga nhỏ cũng được xây lên và việc đi lại thuận tiện hơn rất nhiều
1. ↑  Thông tin về Lukla, Nepal - Tenzing-Hillary Airport (VNLK / LUA) ở Great Circle Mapper. Dữ liệu được cập nhật lần cuối vào tháng 10 năm 2006.
2. ↑  “Nepal to name Everest airport after Edmund Hillary and Tenzing Norgay”. International Herald Tribune. ngày 15 tháng 1 năm 2008. Lưu trữ bản gốc ngày 12 tháng 2 năm 2008. Truy cập ngày 27 tháng 4 năm 2010.
3. ↑  Most Extreme Airports; The History Channel; ngày 26 tháng 8 năm 2010.